# Metodistiska Världsrådet
Metodistkyrkans världsråd (World Methodist Council) är en världsvid gemenskap av metodistiska kyrkor, bildad 1881.
Den största medlemskyrkan är Förenade Metodistkyrkan, som de skandinaviska metodistkyrkorna tillhör.
Andra medlemskyrkor är till exempel African Methodist Episcopal Church, Brittiska Metodistkyrkan, Metodistkyrkan i södra Afrika och Siasi Uesiliana Tau‘ataina ‘o Tonga.
Rådet har kontor i Lake Junaluska i North Carolina och Genève samt flera kommittéer som bland annat hanterar lärofrågor, diakoni och ungdomsfrågor.